# Adamówka (polana)
Adamówka – nieduża polana w Gorcach na północnych stokach Gorca Troszackiego na obszarze Gorczańskiego Parku Narodowego. Znajduje się tu mocno zniszczony szałas gospodarczy. Z polany widoki na polanę Podskały oraz szczyty Beskidu Wyspowego.
Polana znajduje się na wysokości około 1072–1100 m n.p.m. W lesie powyżej polany znajdują się skupienie skał zwane Białymi Skałami. Niegdyś, w okresie najintensywniejszego pasterstwa teren wokół tych skał i powyżej Adamówki był wypasany, należał do tzw. Hali Gorc – oprócz trawy rosły tutaj tylko pojedyncze kępy drzew i kępy borówek.
Według mapy gminy Mszana Dolna, polana ta nazywa się Jodanówka. Polana należy do wsi Lubomierz w województwie małopolskim, w powiecie limanowskim, w gminie Mszana Dolna.

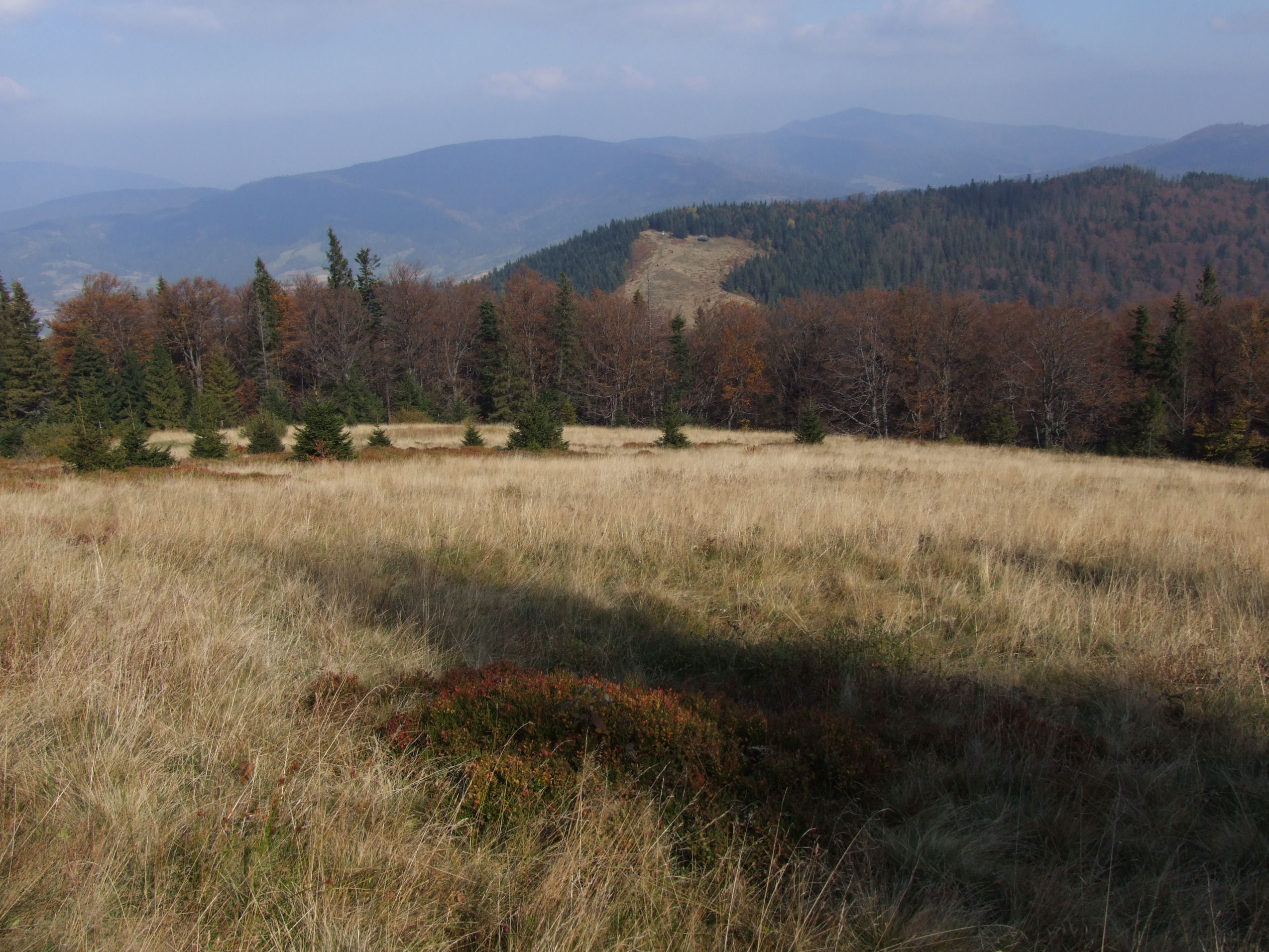
Widok na polanę Podskały oraz Beskid Wyspowy

## Szlaki turystyki pieszej
przełęcz Przysłop – Pod Jaworzynką – Podskały – Adamówka – Gorc Troszacki – Kudłoń – Pustak – Przysłopek – przełęcz Borek – Hala Turbacz – Turbacz. Odległość 11,4 km, suma podejść 810 m, suma zejść 470 m, czas przejścia 3 godz. 35 min, z powrotem 3 godz.